# (34561) 2000 SQ285
2000 SQ285 (asteroide 34561) é um asteroide da cintura principal. Possui uma excentricidade de 0.05607810 e uma inclinação de 9.24693º.
Este asteroide foi descoberto no dia 23 de setembro de 2000 por LINEAR em Socorro.